# 19521 كيآس
19521 كيآس الفوضى (19521 Chaos) هو جسم حزام كايبر كلاسيكي في حزام كايبر وككل أجسام حزام كايبر الكلاسيكية لا يسيطر عليها الرنين المداري مع نبتون .اكتشف في عام 1998 من قبل المسح البروجي العميق بأستخدام مرصد قمة كت الوطني لة بياض قدرة 0.050+0.030
−0.016 وقدرة المطلق 4.8
 وهذا يجعل قطرة المقدر في حدود 600+140
−130 كـم 
يعود أسم هذا الجرم نسبة إالى حالة الوجود البدائية كاوس (khaos) في أساطير الخلق اليونانية اليونانية، والتي ظهرت منها الآلهة الأولى .

## خصائص المدار
19521 الفوضى لة فترة مدارية تستغرق حوالي 309 أعوام. ومداره ليس أكثر إنحرافا من مدار بلوتو. ويميل مدارة حوالي 12 درجة إلى مستوى مسار الشمس. ومداره لايعبر أبدا مدار نبتون.

## وصلات خارجية
- Original Minor Planet Electronic Circular (1998-X08) for 19521 Chaos
- Revised Minor Planet Electronic Circular (1999-V03) 19521 Chaos
- AstDys
- 19521 كيآس في قاعدة بيانات مختبر الدفع النفاث لأجرام النظام الشمسي الصغيرة

- الاكتشاف · مخطط المدار ·  العناصر المدارية · المعلمات المادية